# Strabomantis biporcatus
Strabomantis biporcatus es una especie de anfibio anuro de la familia Craugastoridae.

## Distribución geográfica
Esta especie es endémica de Venezuela. Habita en los estados de Aragua, Carabobo, Miranda, Sucre y Yaracuy entre los 250 y 1600 m de altitud en la Cordillera de la Costa.

## Publicación original
- Peters, 1863 : Über eine neue Schlangengattung, Styporhynchus, und verschiedene andere Amphibien des zoologischen Museums. Monatsberichte der Königlich Preussischen Akademie der Wissenschaften zu Berlin, vol. 1863, p. 399-413[5]